# Mr. Mister
Mr. Mister is een Amerikaanse pop-/rockgroep, die in de jaren tachtig van de twintigste eeuw succesvol was. Na een achtjarig bestaan tussen 1982 en 1990, maakte de band in 2010 zijn comeback.

## Geschiedenis
Mr. Mister bestond oorspronkelijk uit leadzanger en bassist Richard Page (Keokuk, 16 mei 1953), gitarist Steve Farris, toetsenist en vocalist Steve George (Phoenix, 20 mei 1955) en drummer Pat Mastellotto (Chico, 10 september 1955). De band werd in 1982 gevormd en ging in 1988 uit elkaar. Hiervoor hadden de heren al wel het een en ander uitgebracht, maar niet onder Mr. Mister. Ze scoorden hits met "Broken Wings" en "Kyrie".

### Bandnaam
Over de bandnaam verklaarde Page:
"Je kent dat wel: je hebt het over een paar mensen van wie je de namen niet meer weet, dus je hebt over dinges die, dinges zus en dinges zo. Mister this and mister that, dus. Op een gegeven moment hield ik het gewoon bij Mister Mister, en dat vond ik wel een leuke bandnaam".

### Nederland
De eerste single van Mr. Mister die in Nederland de hitlijsten behaalde was de pop/rock-ballad "Broken Wings", die veel werd gedraaid op Radio 3 en een grote hit werd. De plaat bereikte de 3e positie en stond 10 weken in de Nederlandse Top 40. In de Nationale Hitparade werd zelfs de 2e positie bereikt.
"Kyrie" werd eveneens veel gedraaid op Radio 3, maar deed het niet zo goed als de eerste single. De plaat bereikte  toch de 6de positie van de Nederlandse Top 40 en bleef 10 weken in de lijst staan. In de Nationale Hitparade bereikte de plaat de 7e positie. De derde single "Is It Love" behaalde ondanks dat ook deze plaat een radiohit werd, bij Veronica op Radio 3 slechts de Tipparade, maar bereikte wél de 32e positie van de Nationale Hitparade.
Het album Welcome to the Real World kwam redelijk hoog in de Album Top 100, namelijk de 6de plaats en bleef er qua verhouding wel lang in staan, namelijk 25 weken.

### Verenigde Staten
In eigen land deed Mr. Mister het nog een stuk beter dan elders op de wereld. De singles "Broken Wings" en "Kyrie" behaalden beide de eerste plaats in de Amerikaanse hitlijsten, en het album Welcome to the Real World deed precies hetzelfde, ook op nummer één. "Is It Love", een single die in Nederland wel werd uitgebracht en een bescheiden hit werd, haalde nog de 8ste positie.

## Discografie

### Albums
| Album met eventuele hitnotering(en) in de Nederlandse Album Top 100 | Datum van verschijnen | Datum van binnenkomst | Hoogste positie | Aantal weken | Opmerkingen |
| ------------------------------------------------------------------- | --------------------- | --------------------- | --------------- | ------------ | ----------- |
| Welcome To The Real World                                           | 1986                  | 5-1-1986              | 6               | 25           |             |
| Go On                                                               | 1988                  | 3-10-1987             | 43              | 4            |             |

### Singles
| Single met eventuele hitnotering(en) in de Nederlandse Top 40 | Datum van verschijnen | Datum van binnenkomst | Hoogste positie | Aantal weken | Opmerkingen                                              |
| ------------------------------------------------------------- | --------------------- | --------------------- | --------------- | ------------ | -------------------------------------------------------- |
| Broken Wings                                                  | 1986                  | 4-1-1986              | 3               | 10           | nr. 2 Nationale Hitparade                                |
| Kyrie                                                         | 1986                  | 22-2-1986             | 6               | 10           | nr. 7 Nationale Hitparade / Veronica Alarmschijf Radio 3 |
| Is It Love                                                    | 1986                  |                       | Tip 4           | -            | nr. 32 Nationale Hitparade                               |

### NPO Radio 2 Top 2000
| Nummers met noteringen in de NPO Radio 2 Top 2000 | '99  | '00  | '01  | '02  | '03  | '04 | '05 | '06 | '07  | '08 | '09  | '10  | '11  | '12  | '13  | '14  | '15  | '16  | '17  | '18  | '19  | '20  | '21  | '22  | '23  | '24  |
| ------------------------------------------------- | ---- | ---- | ---- | ---- | ---- | --- | --- | --- | ---- | --- | ---- | ---- | ---- | ---- | ---- | ---- | ---- | ---- | ---- | ---- | ---- | ---- | ---- | ---- | ---- | ---- |
| Broken Wings                                      | 329  | 347  | 443  | 553  | 597  | 845 | 973 | 975 | 1504 | 913 | 1267 | 1241 | 1485 | 1312 | 1134 | 1173 | 1415 | 1418 | 1258 | 1114 | 1218 | 1230 | 1207 | 1279 | 1327 | 1404 |
| Kyrie                                             | 1274 | 1333 | 1571 | 1380 | 1956 | -   | -   | -   | -    | -   | -    | -    | -    | -    | -    | -    | -    | -    | -    | -    | -    | -    | -    | -    | -    | -    |

1. ↑  Een '-' betekent dat het nummer niet was genoteerd en een vetgedrukt getal geeft de hoogste notering van een nummer aan.